# توماس دابو
توماس سواريس دابو (بالبرتغالية: Tomás Dabó‏) (مواليد 20 أكتوبر 1993) هو لاعب كرة قدم في مركز الظهير الأيمن. لعب مع منتخب البرتغال تحت 20 سنة، وحاليًا يلعب مع منتخب غينيا بيساو الأول.

## روابط خارجية
- توماس دابو على موقع thefinalball.com250674
- قالب:ForaDeJogo
- توماس دابو على موقع الاتحاد الدولي (مؤرشف)  (الإنجليزية)
- توماس دابو على موقع قاعدة بيانات كرة القدم.إي يو (الإنجليزية)
- توماس دابو على موقع ناشيونال فوتبول تيمز (الإنجليزية)
- توماس دابو على موقع Soccerway.com (الإنجليزية)
- توماس دابو على موقع AS.com (الإسبانية)